# 朱成山
朱成山（1954年7月9日—），男，江苏南京人，中国历史学者，报告文学作家。前侵华日军南京大屠杀遇难同胞纪念馆馆长。主要研究方向为中国近现代史、抗日战争史、侵华日军暴行史、中日关系史、国际和平问题等。

## 生平
1954年7月9日出生。籍贯江苏南京。1970年参军入伍。1990年至1992年在中共南京市委宣传部工作。1992年调到侵华日军南京大屠杀遇难同胞纪念馆工作，历任副馆长、馆长。任内主持纪念馆多次扩建工作，并带领团队到美、英、德、日及中国国内60多座城市抢救文物、搜集整理史料。在他的努力下，20多年来馆藏品从不到100件发展到17万多件，年接待量由不到10万人次发展到800多万人次。
社会兼任中国抗日战争史学会副会长、南京大屠杀史研究会副会长、南京国际和平研究所所长。2002年毕业于南京师范大学世界政治经济与国际关系专业研究生班。曾兼任南京国际和平研究所所长、江苏省博物馆学会理事等职务。南京师范大学特聘硕士研究生导师、中国科技大学等多所高校兼职教授。
2015年10月退休，卸任馆长职务。

## 荣誉
曾获全国五一劳动奖章、全国爱国主义教育先进个人、全国红色旅游先进个人、全国社区志愿者先进个人等称号。2014年度“感动南京十大人物”、2015年第五届全国道德模范提名奖等荣誉称号。

## 作品
笔名史实、呐喊。1990年开始发表作品。2008年加入中国作家协会。著有报告文学《金陵血泪》、《我与东史郎交往十三年》、《危难真情——汶川地震大救援故事集》等十余部作品。
主编出版《南京大屠杀幸存者证言集》、《外籍人士证言集》、《金陵血证》、《东史郎日记案图集》、《南京大屠杀与国际大救援图集》、《历史证人脚印铜版路图集》、《侵华日军南京大屠杀暴行日志》等图书，担任中日韩三国共同编纂的《东亚历史》教科书的编写工作，负责《拉贝日记》和《东史郎日记》中文版历史审校工作。